# Johann Zacharias Hermann Hahn
Johann Zacharias Hermann Hahn (* 18. August 1768 in Schneeberg; † 22. November 1826 in Gera) war ein deutscher lutherischer Geistlicher und Kirchenlieddichter. Sein Großvater war der ermordete Prediger Hermann Joachim Hahn. Johann Hahn selbst wirkte auch als Prediger in seiner Heimatstadt. Später berief man ihn als Superintendent und Konsistorialassessor nach Gera, wo er 58-jährig starb. Hahn dichtete ungefähr zwanzig geistliche Lieder, von denen einige verbreitet waren. Erstmals wurden seine Lieder im Gesangbuch der Leipziger Freischule von 1793 gedruckt, ferner finden sich Lieder in einem Gesangbuch der Stadt Gera von 1822 und ein Lied in einem Gesangbuch der Stadt Hamburg von 1842.